# Prays citri
Espèce
Prays citri (teigne du citronnier, teigne des fleurs du citronnier, teigne des fleurs d'oranger) est une espèce d'insectes lépidoptères de la famille des Praydidae, d'origine asiatique.
Cet insecte attaque préférentiellement les espèces de la famille des Rutaceae, en particulier
Citrus aurantiifolia (limettier) et Citrus limon (citronnier). Les dégâts sont dus aux chenilles qui rongent les bourgeons, les fleurs et les fruits.

## Synonymes
- Acrolepia citri Millière
- Prays nephelomima Meyrick

## Distribution
L'aire de répartition de Prays citri comprend le bassin méditerranéen, où il est très répandu en Espagne, le Proche-Orient, l'Afrique du Nord et l'Afrique australe, l'Inde, le sud-est asiatique et l'Australie. L'espèce est absente du continent américain. L'espèce est également présente à Samoa et aux îles Fidji.
Le gouvernement français a classé cette espèce comme organisme de quarantaine pour les départements d'outre-mer du continent américain (Guadeloupe, Guyane et Martinique). En revanche, Prays citri est présent à La Réunion.